# 伊崇額
宜崇（1792年—1857年），榜名伊崇額，字景姚，号升庵，满洲镶红旗人，嘉庆丙子科举人，己卯科进士。道光年间由主事升福建道监察御史，后因事于道光二十三年革职；咸丰六年授翰林院侍讲学士；七年授詹事、日讲起居注官、大理寺卿。